# Yoroa clypeoglandularis
Yoroa clypeoglandularis là một loài nhện trong họ Theridiidae.
Loài này thuộc chi Yoroa. Yoroa clypeoglandularis được Léon Baert miêu tả năm 1984.